# BL 8 inch Howitzer Mk I–V
Die BL 8 inch Howitzer Mk I–V war eine britische Haubitze während des Ersten Weltkrieges. Sie stellte eine improvisierte Lösung für das Problem der fehlenden schweren Feldartillerie der britischen Armee zu Beginn des Krieges dar. Für die Haubitze wurden gekürzte und aufgebohrte Rohre verschiedener 6-inch-Schiffsgeschütze genutzt.
Außer dem Kaliber hat sie keine Gemeinsamkeiten mit der Vickers 8-inch-Haubitze, von der sie im Einsatz abgelöst wurde.

## Geschichte
Zu Beginn des Ersten Weltkrieges fehlte es den in Frankreich kämpfenden britischen Truppen an schwerer Artillerie. Dieses Problem wurde besonders nach dem Übergang zum Stellungskrieg deutlich. Da entsprechende Typen kurzfristig weder entwickelt noch gefertigt werden konnten, entschloss man sich zum Umbau der zahlreich vorhandenen älteren Schiffs- bzw. Küstenartilleriegeschütze des Kalibers 6 inch. Genutzt wurden Rohre der BL 6 inch gun Mk IV und VI und der QF 6 inch /40 naval gun.

## Konstruktion
Die Rohrkonstruktion wurde beibehalten, jedoch das Rohr gekürzt und auf das Kaliber 8 inch aufgebohrt. Das Geschütz besaß eine Rohrbremse. Die beiden Zylinder dieser Rohrbremse lagen über dem Rohr. Dennoch mussten im Einsatz die Räder der Lafette festgelegt werden, um ein Springen des Geschützes zu verhindern.
Die Versionen Mk I–V wurden aus unterschiedlichen Geschützen umgebaut. Die verwendeten Lafetten und Protzen unterschieden sich in Details. Schussleistungen, verwendete Geschosse und Treibladungen waren bei allen Versionen gleich.
- 12 BLC Mk I/IV wurden zu 8-inch Howitzer Mk I umgerüstet
- 6 BL Mk IV bzw. VI wurden zu 8-inch Howitzer Mk II umgerüstet
- 6 BL MK IV bzw. VI, mit unterschiedlichen Lafettierungen, wurden zu 8-inch Howitzer Mk III umgerüstet
- 8 BLC Mk I/VI umgerüstet für die Mk IV Lafettierung wurden zu 8-inch Howitzer Mk IV umgerüstet
- 63 QF 6 inch /40 naval gun wurden zu 8-inch Howitzer Mk V umgerüstet

Diese Haubitzen waren 4–5 Tonnen schwerer als die ihnen folgenden Typen von Vickers (Mk VI–VIII). Sie verschossen normalerweise 200 lb schwere Sprenggranaten.

## Einsatz

Nach Schussabgabe, Rohr voll zurückgelaufen

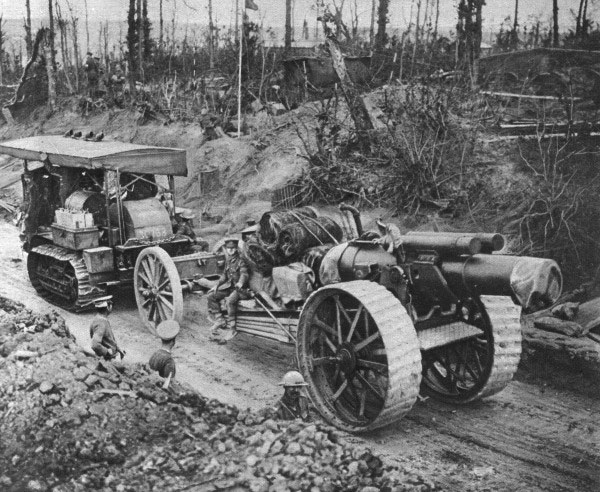
Haubitze mit Kettenzugmittel, Somme 1916

Die Geschütz kamen ab 1915 zum Einsatz. Sie wurden von den Belagerungsbatterien der Royal Garrison Artillery (RGA) eingesetzt. Als Zugmittel dienten Kettentraktoren. Das hohe Gewicht und die niedrige Schussweite begrenzten die Einsatzmöglichkeiten dieser Waffen. Der improvisierte Charakter des Entwurfs führte zu Ausfällen wie vorzeitigen Explosionen und Unzuverlässigkeit im Einsatz. Die feldmäßige Instandhaltung war ebenfalls schwierig. Dazu kamen 1915 und zu Beginn 1916 Probleme bei der Massenproduktion der Granaten:

“the 8-inch fuses failed so often that the battlefield was littered with unexploded 8-inch shells.”

„Die 8-inch-Zünder versagten so oft, dass das Gefechtsfeld von nicht explodierten Granaten übersät war.“

Dessen ungeachtet wurde diese Waffe, auch wegen des Fehlens von Alternativen, grundsätzlich als Erfolg gesehen:

“They were monstrous things and extremely heavy, but the machinery of the guns was very simple and that’s why they did so extremely well and didn't give nearly as much trouble as some of the more complicated guns that came to appear later on. One was the very first to be made and it was marked, 'Eight-inch Howitzer No. 1 Mark I' so we called that gun, 'The Original'. It was marvellously accurate.”

„Sie waren monströse Dinge und sehr schwer, aber der Aufbau der Waffen war sehr einfach, und deshalb funktionierten sie so extrem gut und machten nicht annähernd so viele Probleme wie die komplizierteren Waffen, die später erschienen. Eine der Haubitzen war die erste, die hergestellt wurde. Sie war als Eight-inch Howitzer No. 1 Mark I gekennzeichnet, und deshalb nannten wir die Kanonen „Das Original“. Sie war wunderbar präzise“

Die Versionen Mk I–IV wurden ab 1917 nicht mehr instand gesetzt und verschwanden langsam aus der Bewaffnung.